# Unobtainium
Az unobtainium egy angol-latin szójátékból alkotott fantázianév, amellyel nem létező vagy nem elérhető, de értékes és bizonyos szempontból szükséges vagy kívánatos kémiai elemet vagy anyagot illetnek. Az angol unobtainable (megszerezhetetlen) és a latin -ium szavak összetétele, utóbbi gyakori képzője kémiai szakkifejezéseknek és neveknek.
Magyarországon széles körben James Cameron 2009-ben bemutatott Avatar című filmje által vált ismertté.
Korábban A Mag (The Core – 2003) című filmben is szerepelt. A szinkronos változatban a „Párjanincsium” nevet kapta. Tulajdonságait tekintve teljesen más, mint az Avatarban.

## Légiipar és elektronika
Amerikai mérnökök már az 1950-es évek óta használják a kifejezést nehezen elérhető vagy előállítható, költséges anyagok szinonimájaként. Leggyakrabban valamilyen minden szempontból ideális, de nem létező anyagként hivatkoznak rá, pl. a repülőgép-iparban olyan fémként, ami egyszerre könnyű és nagy szilárdságú, vagy kibírja az világűrből történő visszatéréskor fellépő magas hőmérsékletet. Valós anyagok, pl. a titán szinonimájaként is használták a hidegháború idején, amikor a szovjetek szinte teljes egészében uralták a világ titántermelését.
Az elektronikai iparban a régi készülékek karbantartásakor, javításakor szokás rá hivatkozni, amikor már nem gyártott vagy nehezen elérhető alkatrészekről beszélnek, melyek gyakran többe kerülnek mint maga a készülék amibe beépítenék. Így pl. rövidhullámú rádió katódcsövek vagy magnóalkatrészek készülnek „unobtainiumból”.

## Unobtanium az Avatarban

Egy 50 grammos Unobtainium-darab

Az unobtanium (írásmódját a korábbi névről erre változtatták a kémiai elemek névadási konvenciójának megfelelően) az Avatar c. filmben is feltűnik, mint a Pandorán található értékes ásvány, egy szobahőmérsékleten is szupravezetőként viselkedő fém. Legfeltűnőbb tulajdonsága, hogy szupravezetői tulajdonságai révén mágneses térben képes lebegni, amit jól szemléltet a filmben több jelenetben látható darabka, vagy éppen a pandorai Halleluja-hegység "lebegő hegyei", amelyek a Pandorán uralkodó erős mágneses tér („flux vortex”) hatására a magas unobtanium-koncentráció hatására lebegnek. Ennek némileg ellentmond, hogy a bányatársaság a felszínen található bennszülött falu alatt akar bányászni, melyről többször is látható holografikus modell. Kilója nyers állapotban nagyjából 20 millió, feldolgozva kb. 40 millió dollárt ér. Szupravezető tulajdonságát egészen olvadáspontjáig, 1516 °C-ig megőrzi.
Az unobtaniumot a földiek a következő területeken hasznosítják: anyag-antianyag generátor (energia előállítása), csillagközi és mélyűri utazás, fénysebességet meghaladó kommunikáció, maglev-vasút, számítógépben alkalmazott „hiperchip” áramkör előállítása.[forrás?]
Leírása: fémes, ezüstszürke megjelenésű kristály.

## UnobtaniumA magcímű filmben
Az unobtanium – szinkronos változatban párjanincsium – a filmben egy speciális anyag megnevezése, melynek az a tulajdonsága, hogy a fokozódó nyomás és hőmérséklet hatására egyre ellenállóbbá válik. (Persze érdekes kérdés, hogy egy ilyen anyagot hogyan munkálnak meg.) Egy olyan hajó burkolata készül ebből az anyagból, mely képes eljutni a föld magjáig.
Az anyagról elég kevés és ködös információ hangzik el: Wolfram-Titán mátrixba ágyazott kristályokról beszélnek, túlhűtött hőmérsékleten. A filmben csak rövid időre látható az anyag modellje, mely emlékeztet a fullerénmolekula szerkezetére.

## Köznapi használat
Az angol köznyelvben szleng kifejezésként elterjedt, az elérhetetlenség szinonímájaként használják.
Az Oakley cég az Amerikai Egyesült Államokban levédette a kifejezést egy olyan speciális gumianyagra, amely nedvesség (tipikusan verejték) hatására jobban tapad. 1987 óta forgalmaznak ezen a néven sport napszemüvegeket és 2002 óta karórákat.